# Casa Montero
La Casa Montero è uno storico edificio di Bilbao in Spagna.

## Storia
Il palazzo venne eretto nel 1902 secondo il progetto degli architetti Luis Aladrén Mendivil e Jean Batiste Darroquy.

## Descrizione
Il palazzo occupa un lotto d'angolo all'incrocio tra la alameda de Recalde e la calle Colón de Larreátegui. L'edificio si sviluppa su sette levelli, uno interrato, il pian terreno e cinque livelli fuori terra. Presenta uno stile art nouveau.
L'accesso al palazzo avviene tramite un portale d'ingresso affacciato sulla alameda de Recalde decorato da una grande chiave e da ricche cornici.

## Galleria d'immagini

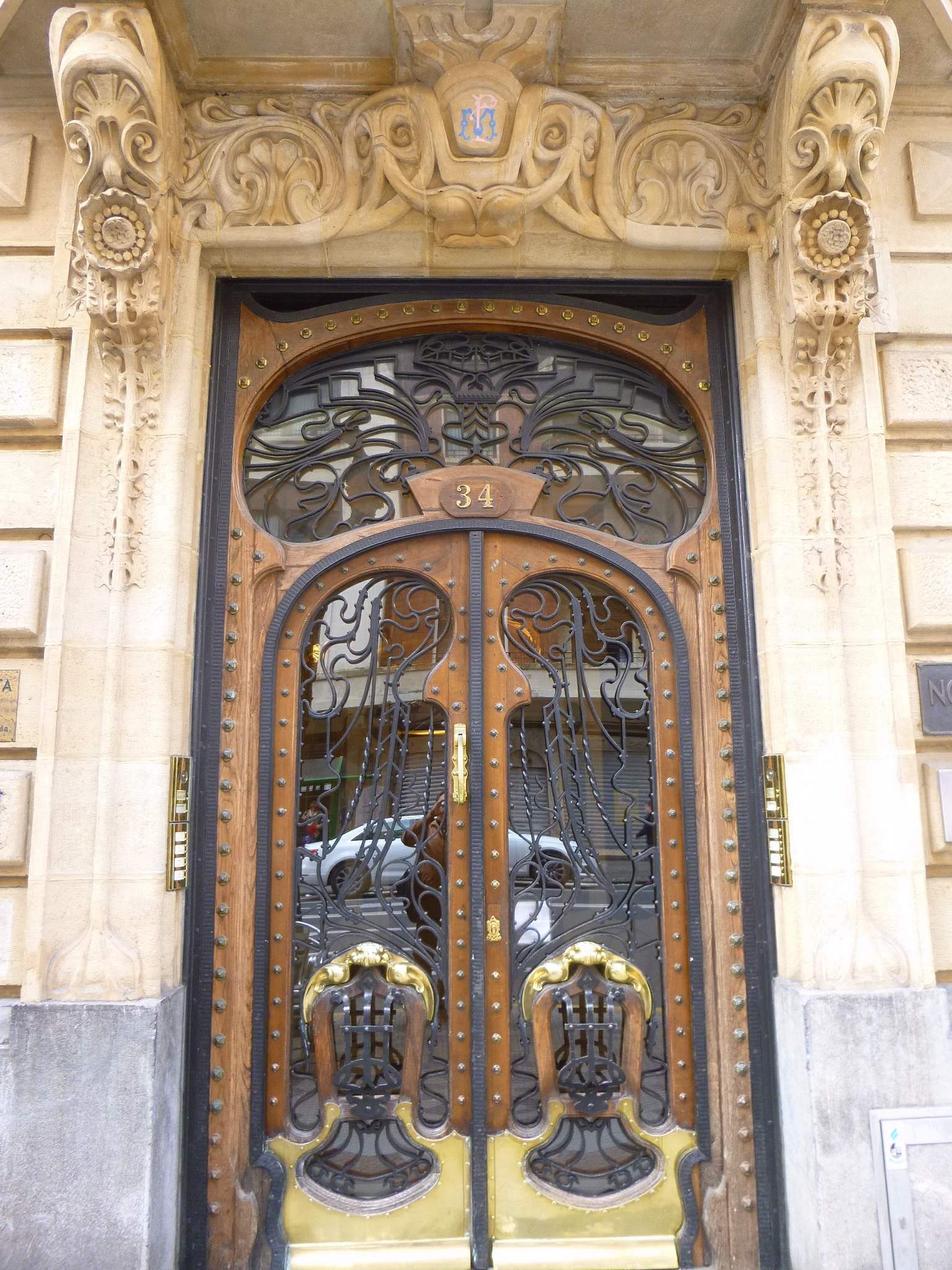
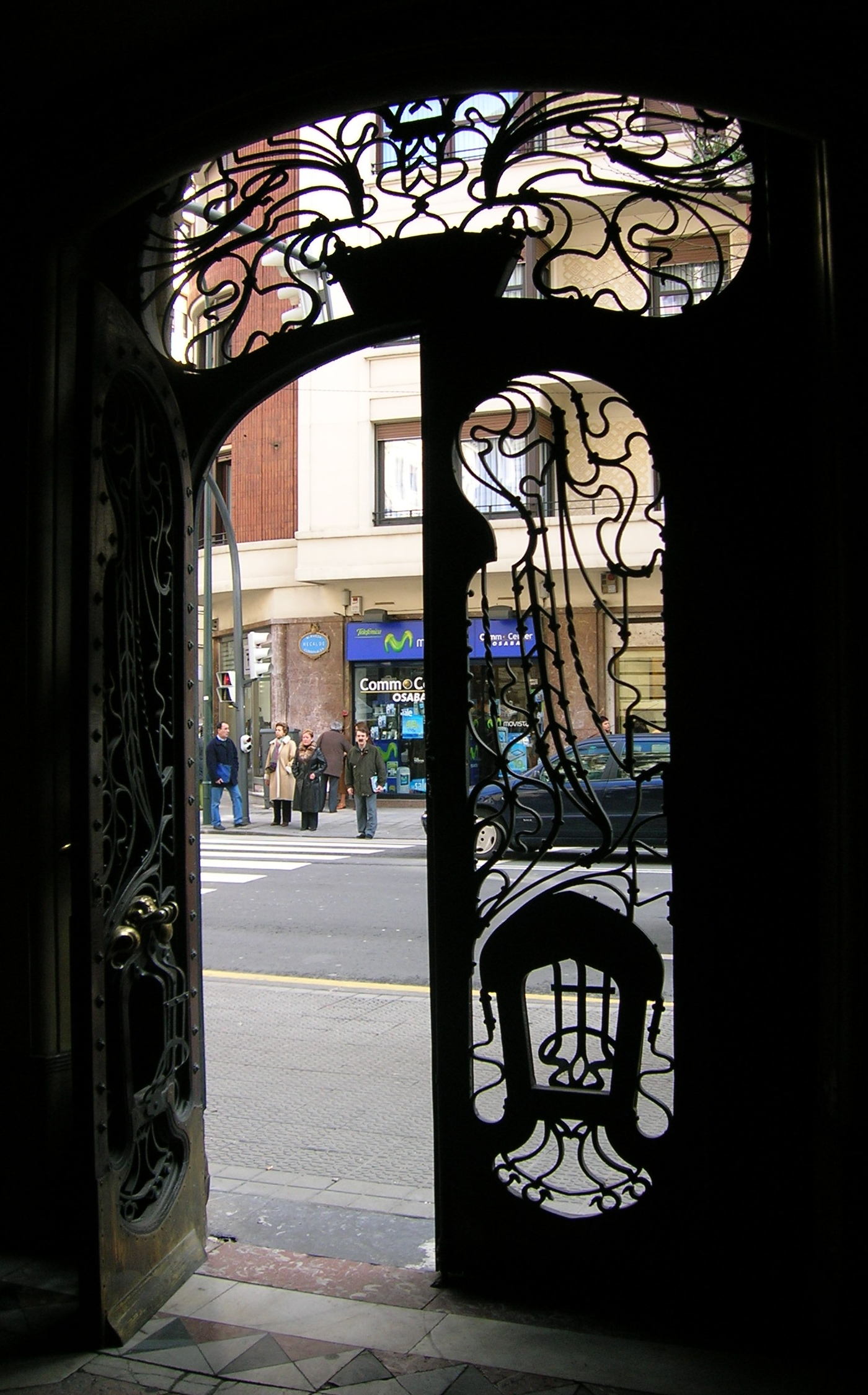
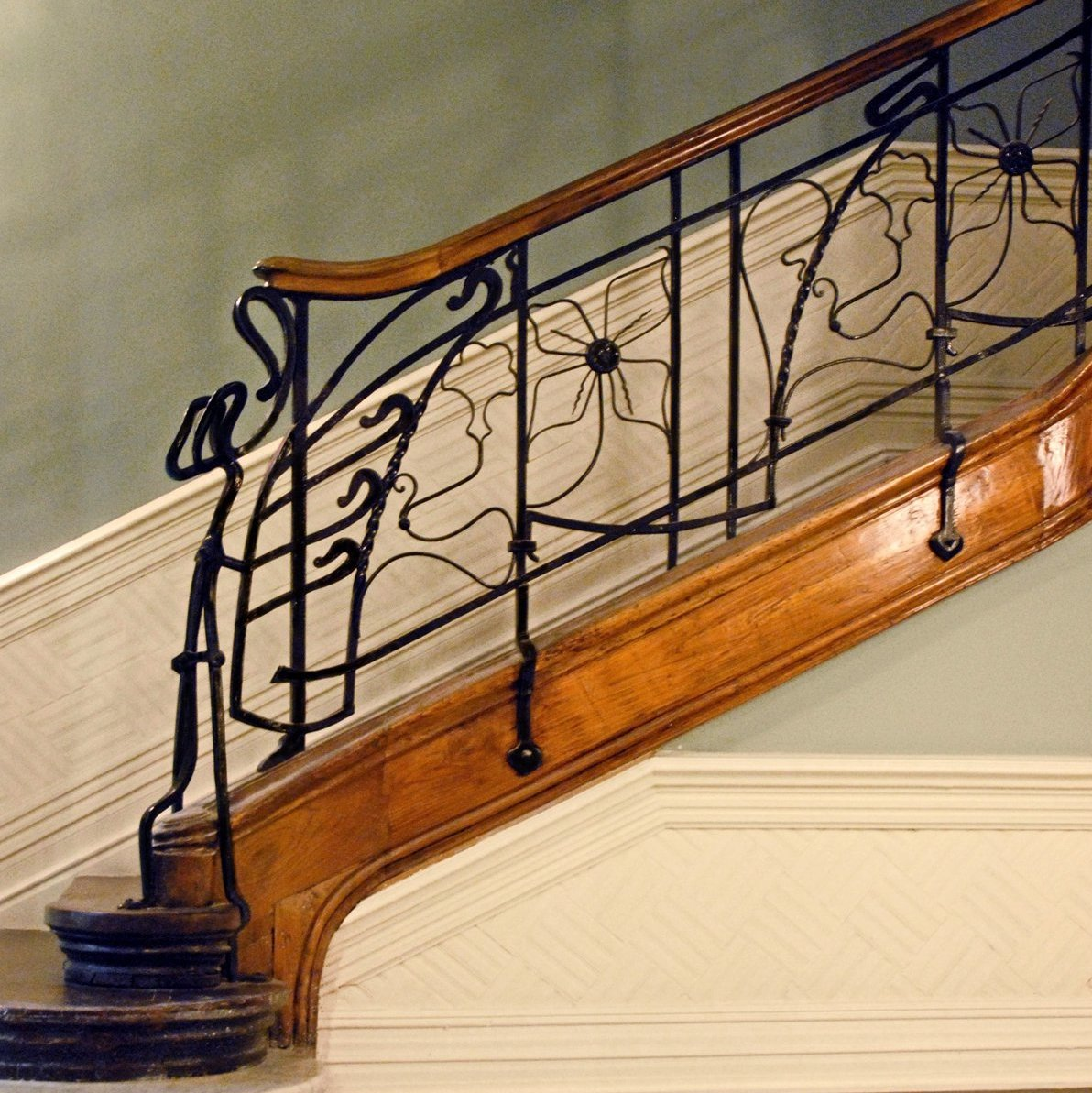
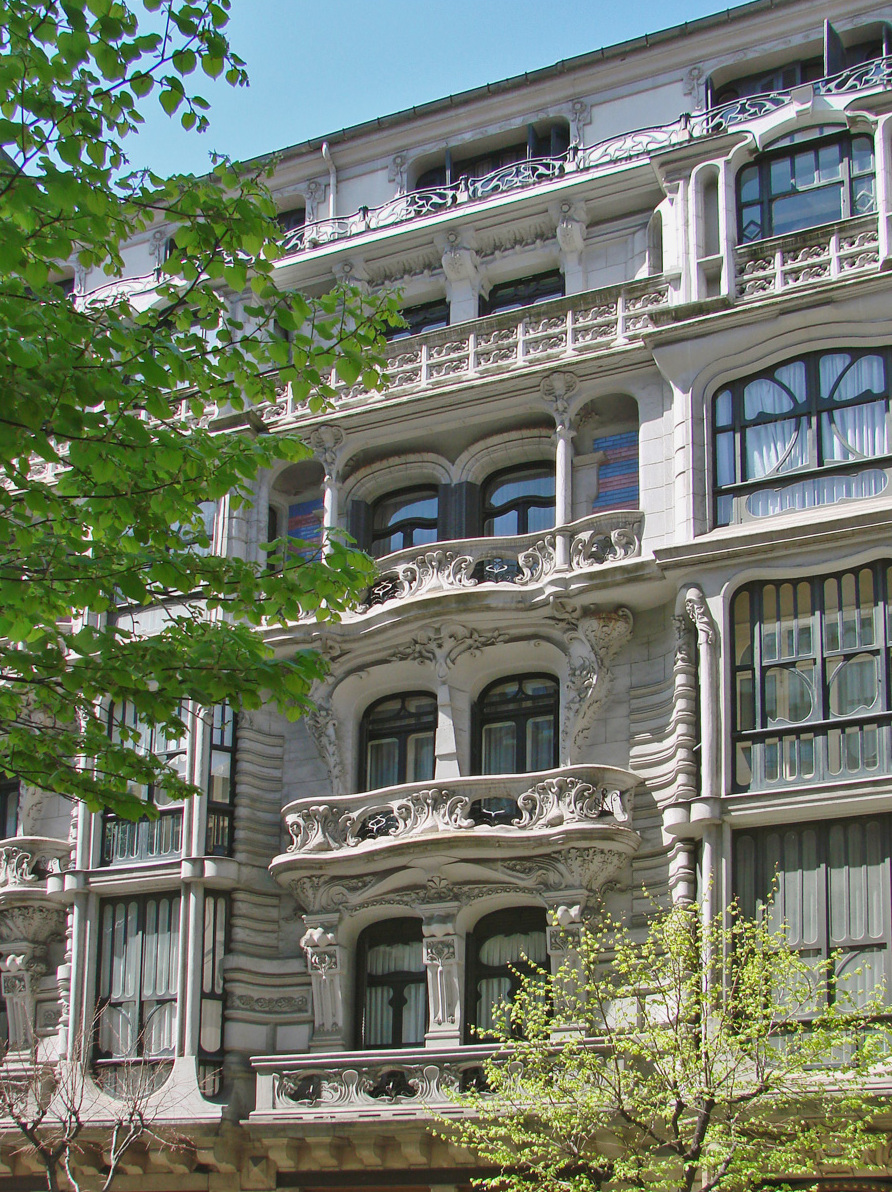
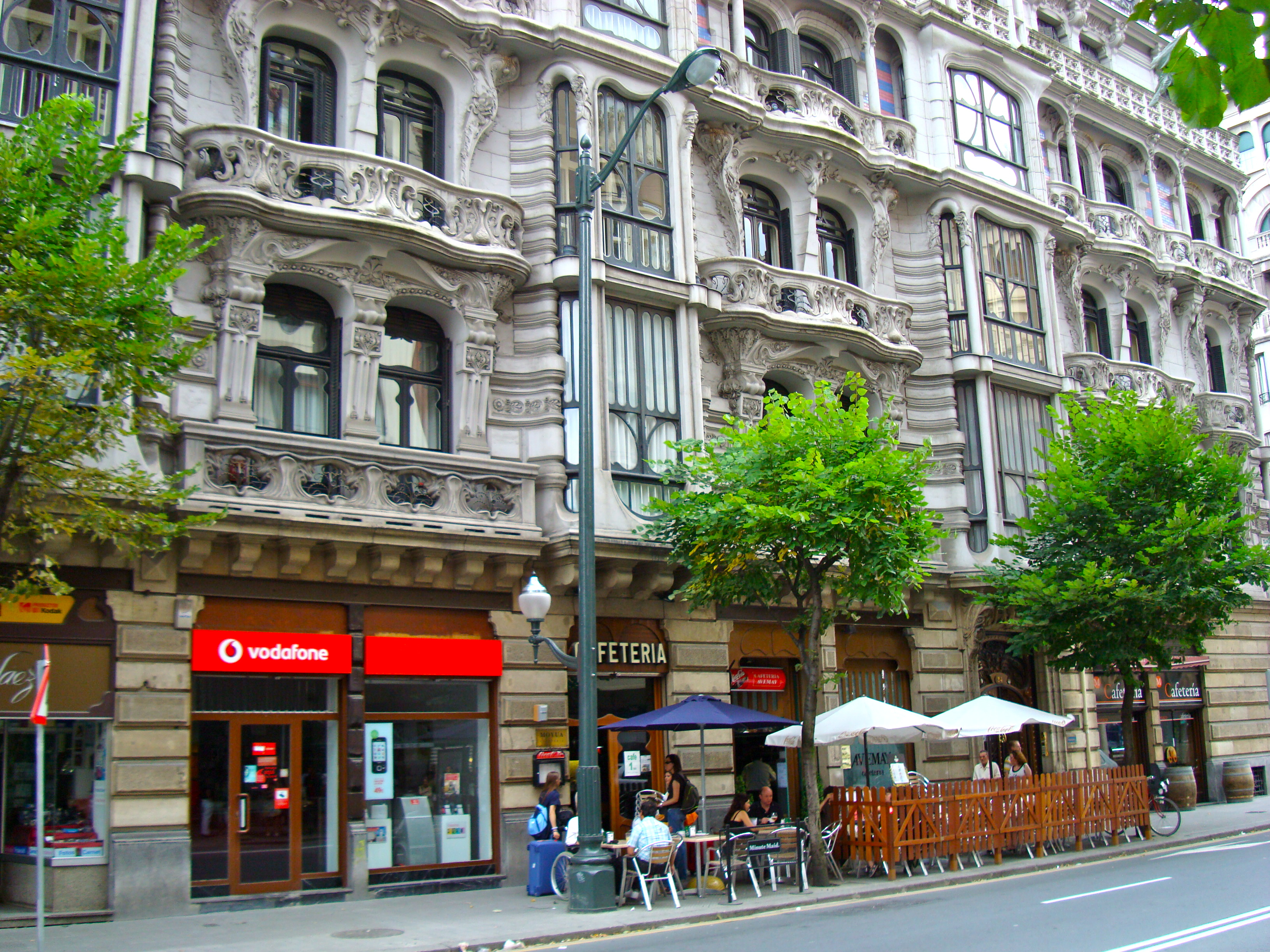